# Paralimnophila euchroma
Paralimnophila euchroma là một loài ruồi trong họ Limoniidae. Chúng phân bố ở miền Australasia.